# Иваново
Ива́ново (в 1871—1932 годах Ива́ново-Вознесе́нск) — город (с 1871 года) в России на берегах реки Уводи, административный центр Ивановской области, образует городской округ Иваново. До Октябрьской революции был заштатным городом, который входил в Шуйский уезд Владимирской губернии, при том, что с начала XX века уже считался важным промышленным центром («русским Манчестером»). Является частью Золотого кольца России.

## Этимология
Первое известное письменное упоминание поселения относится к 1608 году: в книгах Троице-Сергиевой лавры Иваново фигурирует как село Ивановское. В начале XVII века и ранее Иваново ещё не обладало устоявшимся названием, встречались также названия Иваново-Кохомское, Ивановское-Кохомское и Иваново. К середине XIX века на месте современного города сформировалось несколько текстильных слобод, которые в 1853 году были объединены в Вознесенский посад. Название «Вознесенский» было присвоено по церкви Вознесения Господня. Рядом с посадом находилось село Иваново, где также развивалась текстильная промышленность. В 1871 году путём слияния посада и села был образован город Иваново-Вознесенск. 27 декабря 1932 году постановлением Президиума ВЦИК город Иваново-Вознесенск был переименован в Иваново.

## История

Панно с барельефом Ленина и его высказыванием на Доме Советов

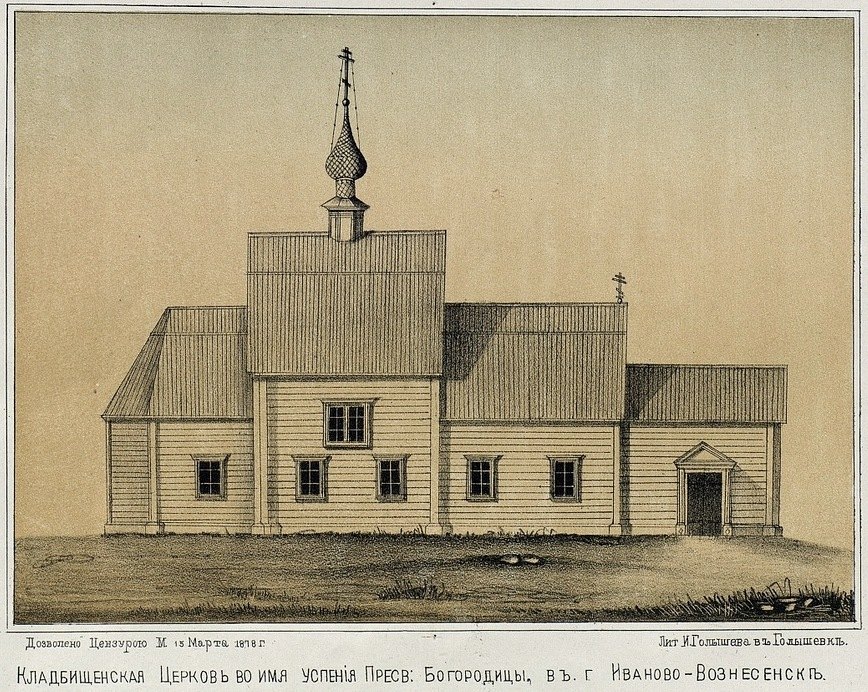
Троицкая церковь (позднее Успенская), конец XVII — начало XVIII века

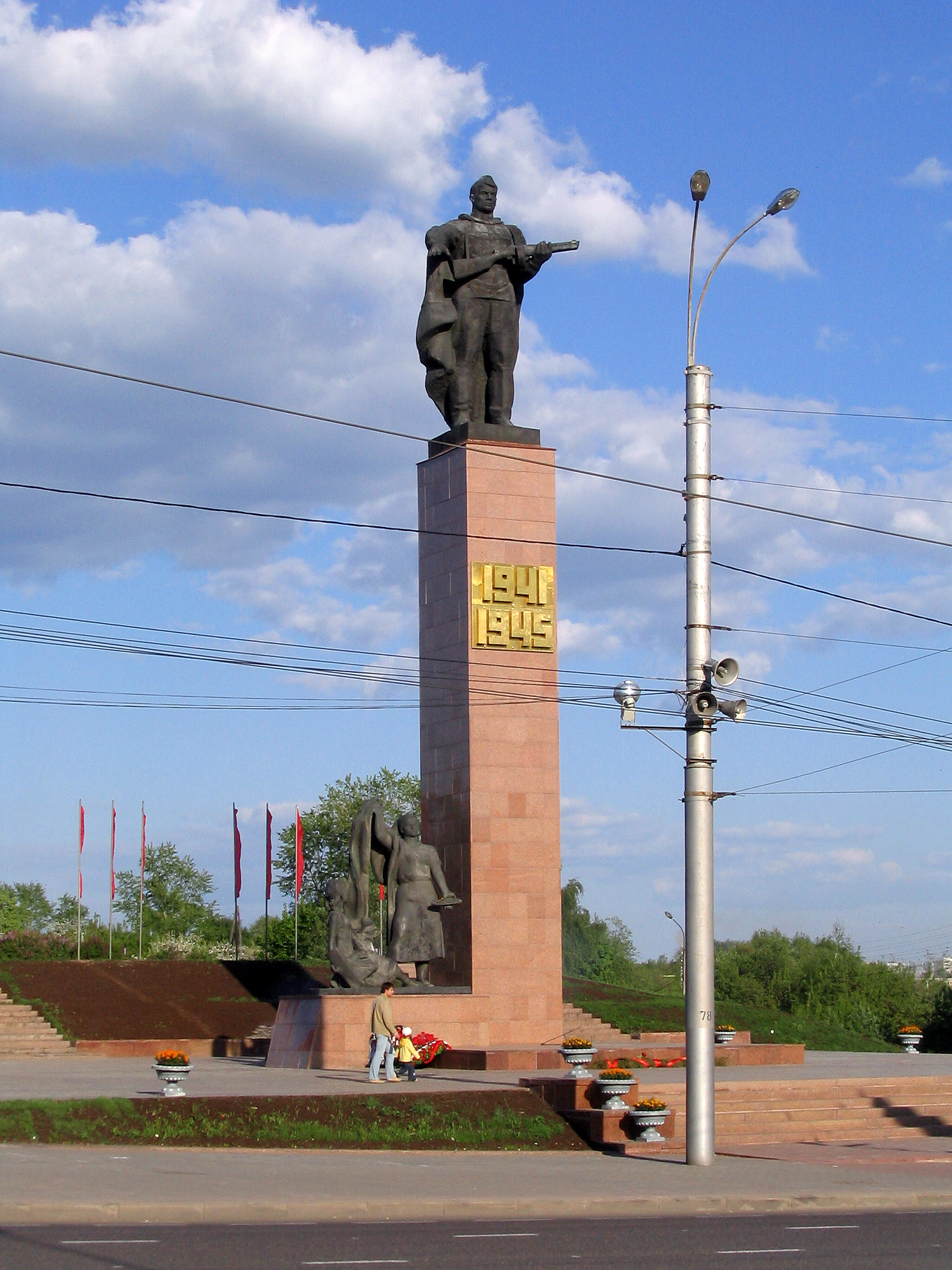
Памятник «Героям фронта и тыла».

### Ранняя история (до XVII века)
Иваново возникло при ручье Коку́й, правом притоке Уводи. Историческое ядро Иванова — современная площадь Революции. На основе археологических данных и исторических свидетельств можно заключить, что Иваново, с высокой вероятностью, существовало уже в XV веке. К 1579 году относят основание Покровского мужского монастыря на месте современного Дворца искусств. В период Смутного времени Иваново подверглось нападению польских интервентов в 1608—1609 годах, когда в селе располагался опорный польско-казачий лагерь. В 1638 году село перешло во владение от князей Шуйских к князьям Черкасским.

### Развитие текстильного ремесла и образование Вознесенского посада (XVII—XIX века)
В Иванове уже в XVII веке особенного развития достигло текстильное ремесло: ткачество льняных холстов и их отделка. С 1743 года селом владели графы Шереметевы. В середине XVIII века богатыми крестьянами были основаны первые мануфактуры, позднее появилось производство ситца. В 1853 году, на левом берегу реки Уводь, напротив села Иваново, был основан Вознесенский посад, ставший результатом образования слобод, основанных выкупившимися из крепостной зависимости крестьянами села Иваново. Первой из них стала Воробьёвская (позднее Ильинская) слобода, возникшая в 1821 году. Посад стал первым в Российской империи, где действовала городская Дума, учрежденная в 1854 году. Первым головой Думы Вознесенского посада был избран известный фабрикант И. А. Бабурин. Активное развитие посада, в том числе его торговли, было связано с деятельностью Я. П. Гарелина, лидера местных фабрикантов, по инициативе которого были организованы ярмарки и выстроены торговые лавки. Тем не менее, отношения между жителями села и посада долгое время оставались напряженными, что тормозило развитие торговли в посаде.

### Образование Иваново-Вознесенска и революционное движение (XIX-начало XX века)
В 1871 году посредством слияния села Иванова и Вознесенского посада был образован город Иваново-Вознесенск, ставший вскоре ведущим текстильным центром Российской империи. В Иваново-Вознесенске возникло мощное революционное движение, сыгравшее важную роль в Первой Русской революции, во время которой здесь появился первый в России общегородской совет.
До революции 1917 года Иваново-Вознесенск входил в состав Владимирской губернии.

### Советский период (XX век)
После Октябрьской революции, в 1918 году, Иваново-Вознесенск стал центром новой Иваново-Вознесенской губернии, а позже (с 1929 года) — Ивановской области.
Вклад иваново-вознесенских рабочих в дело революции высоко оценивал В. И. Ленин:

«…Пролетариат московский, питерский и иваново-вознесенский… доказал на деле, что никакой ценой не уступит завоевания революции».— В.И.Ульянов (Ленин)
В 1918 году город стал центром Иваново-Вознесенской губернии. В 1932 году переименован в Иваново. Ему была отведена особая роль своеобразного полигона для проведения советского социального эксперимента по воплощению в жизнь идей «нового общества». Город стал одним из центров распространения архитектуры конструктивизма. В середине XX столетия в Иванове был создан ряд машиностроительных предприятий.

### Транспорт
Развитие общественного транспорта в Иваново-Вознесенске началось в дореволюционный период.
В конце XIX — начале XX веков в городе действовали конкурирующие частные извозчики. Также в городе существовали попытки организации конного трамвая, однако этот проект так и не был реализован.
В советское время, в 1932 году, в городе был открыт первый автобусный маршрут, ознаменовавший начало развития автобусного сообщения. В дальнейшем город активно развивал сеть автобусных маршрутов, ставшую основой городского транспорта. В этот период также началось формирование троллейбусного движения, которое стало важной частью системы общественного транспорта города.

## Административное деление
Административно город состоит из четырёх районов (население в чел.):
1. Фрунзенский (100 983[29])
2. Октябрьский (до 1961 года — Сталинский) (76 972[29])
3. Советский (52 054[29])
4. Ленинский (131 635[29])

## Физико-географическое положение

### Географическое положение
| С-З | Санкт-Петербург ~ 690 км / ~ 870 км Череповец ~ 300 км / ~ 369 км Ярославль ~ 96 км / ~ 113 км | Архангельск ~ 830 км / ~ 1104 км Вологда ~ 260 км / ~ 308 км Кострома ~ 82 км / ~ 100 км | Сыктывкар ~ 770 км / ~ 1095 км Киров ~ 550 км / ~ 668 км                                      | С-В |
| З   | Тверь ~ 310 км / ~ 401 км Псков ~ 760 км / ~ 929 км                                            | Роза ветров                                                                              | Йошкар-Ола ~ 420 км / ~ 592 км Ижевск ~ 740 км / ~ 1063 км Пермь ~ 920 км / ~ 1145 км         | В   |
| Ю-З | Москва ~ 250 км / ~ 302 км Калуга ~ 400 км / ~ 475 км Смоленск ~ 610 км / ~ 716 км             | Владимир ~ 100 км / ~ 115 км Рязань ~ 280 км / ~ 349 км Тамбов ~ 480 км / ~ 629 км       | Нижний Новгород ~ 200 км / ~ 256 км Саранск ~ 410 км / ~ 547 км Ульяновск ~ 550 км / ~ 734 км | Ю-В |

Город Иваново расположен в центре Ивановской области, на берегу реки Уводи в 290 км к северо-востоку от столицы России города Москвы и в 100 км от городов Ярославля, Владимира и Костромы. Территория города составляет 10 484 га, из них застроено 2 353 га. Один из двух городов России, наряду с Ханты-Мансийском, расположенных в точке конфлюэнции, месте, где пересекаются целочисленные параллели и меридианы (без минут и секунд). Координаты — 57° с. ш. 41° в. д.
Часовой пояс
Иваново находится в часовой зоне МСК (московское время). Смещение применяемого времени относительно UTC составляет +3:00. В соответствии с применяемым временем и географической долготой средний солнечный полдень в Иванове наступает в 12:16.

### Почвы
Почва в районе Иванова и его окрестностей суглинистая (красная глина), с довольно обильным содержанием песка. Местами встречается серая глина. Изредка встречается железо, а на дне Уводи — сернистый колчедан. Подпочвенный слой песка покоится на пласте глины, поэтому вода здесь всегда задерживается и её можно найти на глубине 10…13 метров. Почва малопитательная для растений и требует хорошего удобрения.

### Гидрография
Разделяя город на две части, с севера на юг течёт река Уводь (приток реки Клязьмы). В пределах города в Уводь впадают малые реки: Талка, Харинка и несколько ручьёв.

### Растительность
На берегах рек в черте города расположены крупные парки отдыха: им. Степанова, Революции 1905 года и Харинка. В 60-е годы XX века на западной окраине города был разбит ещё один парк — имени Н. С. Хрущёва. Со временем он пришёл в запустение. Однако, оставшаяся на его территории живописная берёзовая роща остаётся одним из любимых мест отдыха горожан. В народе эта местность получила название «Козье болото». Лесные массивы, окружающие город, сосредоточены у южных, восточных и северных границ города, являются местами отдыха населения.
Город состоит из четырёх административных районов: Ленинского, Фрунзенского, Октябрьского, Советского.
Иваново расположено на площади 10 484 га, из них застроено — 2353 га. Общая площадь жилищного фонда — 8643,8 тысяч м², число квартир — 179 тысяч, в среднем на одного ивановца приходится 19,1 м². Общая площадь всех улиц, проездов, набережных и площадей составляет около 19,7 миллиона квадратных метров, их протяжённость — 700 км. Планируется развивать радиально-кольцевую систему улиц.

### Экологическое состояние
По официальным данным экологическая обстановка в Ивановской области в целом оценивается как удовлетворительная, однако состояние водоёмов на территории города таковым не является. Реки, протекающие через город, в основном загрязнены бытовым мусором. В городе стоит проблема снабжения горожан чистой питьевой водой, которая в основном берётся из Уводьского водохранилища. Основным источником загрязнения воздуха в Иванове является автотранспорт.

### Климат
Климат Иванова умеренно-континентальный, тип Dfb по классификации климата Кёппена. Характерны тёплое, но не жаркое лето и умеренно морозная зима с устойчивым снежным покровом. В течение года выпадает значительное количество осадков: около 620 мм. Наиболее холодный месяц зимы — январь со среднемесячной температурой −12 градусов, самый тёплый месяц лета — июль, среднемесячная температура которого составляет +18,8 градусов. Среднегодовая температура +4,3 °C. Абсолютный минимум температуры зафиксирован в январе 1940 г. и составил −46 градусов.
| Показатель | Янв.  | Фев.  | Март | Апр. | Май  | Июнь | Июль | Авг. | Сен. | Окт. | Нояб. | Дек.  | Год |
| --- | ----- | ----- | ---- | ---- | ---- | ---- | ---- | ---- | ---- | ---- | ----- | ----- | --- |
| Абсолютный максимум, °C | 5     | 6     | 14   | 28   | 32   | 35   | 37   | 38   | 31   | 23   | 13    | 7     | 38  |
| Средний суточный максимум, °C                                                                                                 | −7,7  | −6    | 0,2  | 9,7  | 18,1 | 22   | 23,6 | 21,5 | 15,2 | 7,3  | −0,3  | −4,8  | 8,1 |
| Средняя температура, °C | −12   | −9,6  | −3,5 | 5,4  | 12,8 | 16,9 | 18,8 | 16,7 | 11,1 | 4,3  | −2,7  | −7,7  | 4,3 |
| Средний суточный минимум, °C                                                                                                  | −14,2 | −13,1 | −7,2 | 1,1  | 7,6  | 11,8 | 14   | 12   | 7    | 1,3  | −5    | −10,5 | 1,2 |
| Абсолютный минимум, °C | −46   | −40   | −34  | −23  | −9   | −4   | 2    | −1   | −7   | −22  | −35   | −45   | −46 |
| Норма осадков, мм | 39    | 29    | 28   | 40   | 47   | 66   | 85   | 66   | 58   | 63   | 55    | 44    | 620 |
| Источник: climate-data.org; Метеоинфо; Швер Ц.А., Рязанова С.В. (ред.). Климат Иванова. — Л.: Гидрометеоиздат, 1981. — 160 с. |       |       |      |      |      |      |      |      |      |      |       |       |     |

## Население
| 1630     | 1774     | 1795     | 1857     | 1871     | 1889     | 1897     | 1914     | 1917     | 1923     | 1926     |
| -------- | -------- | -------- | -------- | -------- | -------- | -------- | -------- | -------- | -------- | -------- |
| 88       | ↗3233    | ↗4388    | ↗8935    | ↗20 000  | ↗37 900  | ↗54 200  | ↗146 000 | ↗174 400 | ↘71 800  | ↗111 182 |
| 1931     | 1933     | 1937     | 1939     | 1956     | 1959     | 1962     | 1967     | 1970     | 1973     | 1975     |
| ↗177 200 | ↗188 500 | ↗243 949 | ↗285 182 | ↗319 000 | ↗335 161 | ↗360 000 | ↗407 000 | ↗419 639 | ↗442 000 | ↗454 000 |
| 1976     | 1979     | 1982     | 1985     | 1986     | 1987     | 1989     | 1990     | 1991     | 1992     | 1993     |
| →454 000 | ↗464 526 | ↗472 000 | ↘471 000 | ↗473 000 | ↗479 000 | ↘478 370 | ↗480 000 | ↗482 000 | ↘480 000 | ↘478 000 |
| 1994     | 1995     | 1996     | 1997     | 1998     | 1999     | 2000     | 2001     | 2002     | 2003     | 2004     |
| ↘476 000 | ↘472 000 | ↘469 000 | →469 000 | ↘464 000 | ↘463 400 | ↘459 200 | ↘452 100 | ↘431 721 | ↘431 700 | ↘424 400 |
| 2005     | 2006     | 2007     | 2008     | 2009     | 2010     | 2011     | 2012     | 2013     | 2014     | 2015     |
| ↘418 200 | ↘413 100 | ↘409 000 | ↘406 500 | ↘404 539 | ↗408 330 | ↗409 300 | ↘408 826 | ↗409 075 | ↗409 223 | ↗409 285 |
| 2016     | 2017     | 2018     | 2019     | 2020     | 2021     | 2023     | 2024     | 2025     |          |          |
| ↘408 025 | ↘406 933 | ↘406 113 | ↘405 053 | ↘404 598 | ↘361 644 | ↘360 687 | ↘358 437 | ↘356 735 |          |          |

На 1 января 2025 года по численности населения город находился на 53-м месте из 1124 городов Российской Федерации.
Национальный состав
По итогам переписи населения 2020 года проживали следующие национальности (национальности менее 0,1 % и другое, см. в сноске к строке «Другие»):
| Национальность | Численность, чел. | Доля     |
| -------------- | ----------------- | -------- |
| Русские        | 300 888           | 83,20 %  |
| Татары         | 1705              | 0,47 %   |
| Армяне         | 1583              | 0,44 %   |
| Азербайджанцы  | 1261              | 0,35 %   |
| Украинцы       | 1022              | 0,28 %   |
| Таджики        | 876               | 0,24 %   |
| Узбеки         | 684               | 0,19 %   |
| Киргизы        | 386               | 0,11 %   |
| Другие         | 53 239            | 14,72 %  |
| Итого          | 361 644           | 100,00 % |

## Ивановская агломерация
Согласно постановлению областного правительства «Об установлении границ городской агломерации „Ивановская“ и утверждении перечня опорных населенных пунктов и прилегающих территорий Ивановской области» (2023) в состав Ивановской агломерации входят город Иваново, город Кохма и Ивановский район с суммарным населением 428 284 жителей.

## Достопримечательности

### Архитектура
В Иванове расположено множество памятников архитектуры. 14 из них имеют федеральную категорию охраны.
В 1920—1930-е годы Иваново-Вознесенск переживал период своего расцвета, обусловленного репутацией города как революционного и пролетарского, и по количеству архитектурных памятников этих лет уступает в Центральном федеральном округе сейчас лишь Москве. Здесь широко представлена архитектура авангарда (в том числе конструктивизм), к которой относится около 50 зданий: «Дом-корабль», «Дом-подкова», Дом коллектива, здание Ивсельбанка, железнодорожный вокзал и др. Среди строивших здесь архитекторов-авангардистов были как ведущие зодчие страны, так и иваново-вознесенские архитекторы. В Иваново-Вознесенске впервые появился новый тип зданий — фабрика-кухня (фабрика-кухня № 1 на Крутицкой улице). Бо́льшая часть памятников авангарда находится в удручающем состоянии и требует ремонта. Под угрозой сноса находится административное здание ОГПУ. Крупным памятником градостроительного искусства является Первый рабочий посёлок, реализовавший концепцию города-сада. Ещё один памятник этого периода — комплекс зданий Иваново-Вознесенского политехнического института, построенный в стиле «красной дорики».
Наиболее древние постройки Иванова: Щудровская палатка конца XVII века и деревянная Успенская церковь конца XVII — начала XVIII веков, почти полностью утраченная в результате пожара 2015 года. Исторический центр города интересен бывшими домами и усадьбами ивановских фабрикантов и купцов 2-й половины XVIII — начала XX веков: усадьбы И. Н. и С. Н. Полушиных, усадьбы Е. И. Грачёва, Зубковых, Фокиных, Бурылиных, Маракушевых, А. Дюрингера, особняки А. И. Гарелина, Н. М. Гандурина, Л. М. Гандурина, Н. Т. Щапова и др.
Интерес представляет и промышленная архитектура. В городе практически в нетронутом виде сохранилось несколько дореволюционных текстильных фабрик. Кроме того, в городе существуют также построенные в 1920-е годы фабрики имени Дзержинского и «Красная Талка». В них был реализован целый ряд новшеств промышленной архитектуры.
Почти все старинные церкви Иванова были уничтожены при советской власти. До наших дней сохранились Казанская (1787 год, перестроена в 1810 году), Ильинская (1841 год) и Владимирская (1904 год) церкви, Преображенский собор (1893 год) и Введенский храм (1907 год).

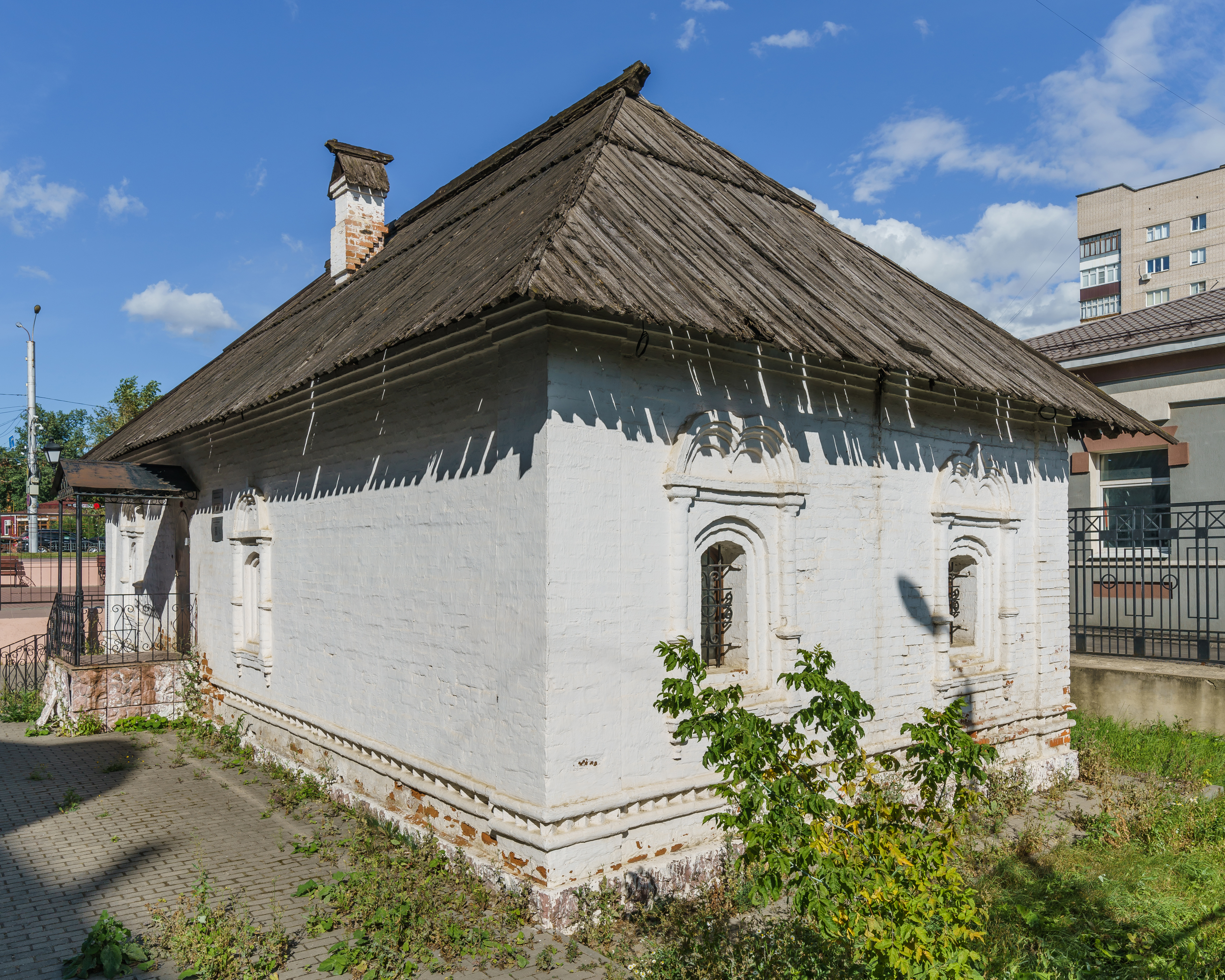
Щудровская палатка
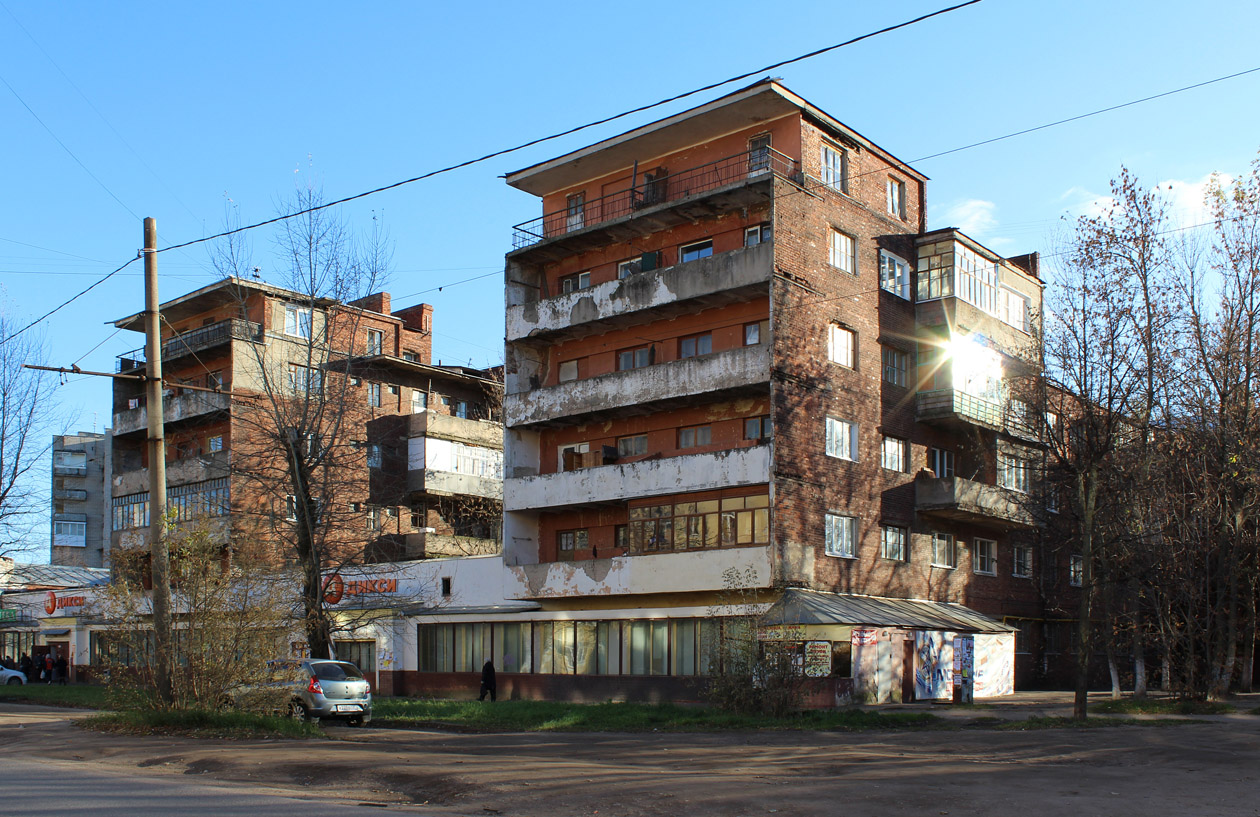
«Дом коллектива»
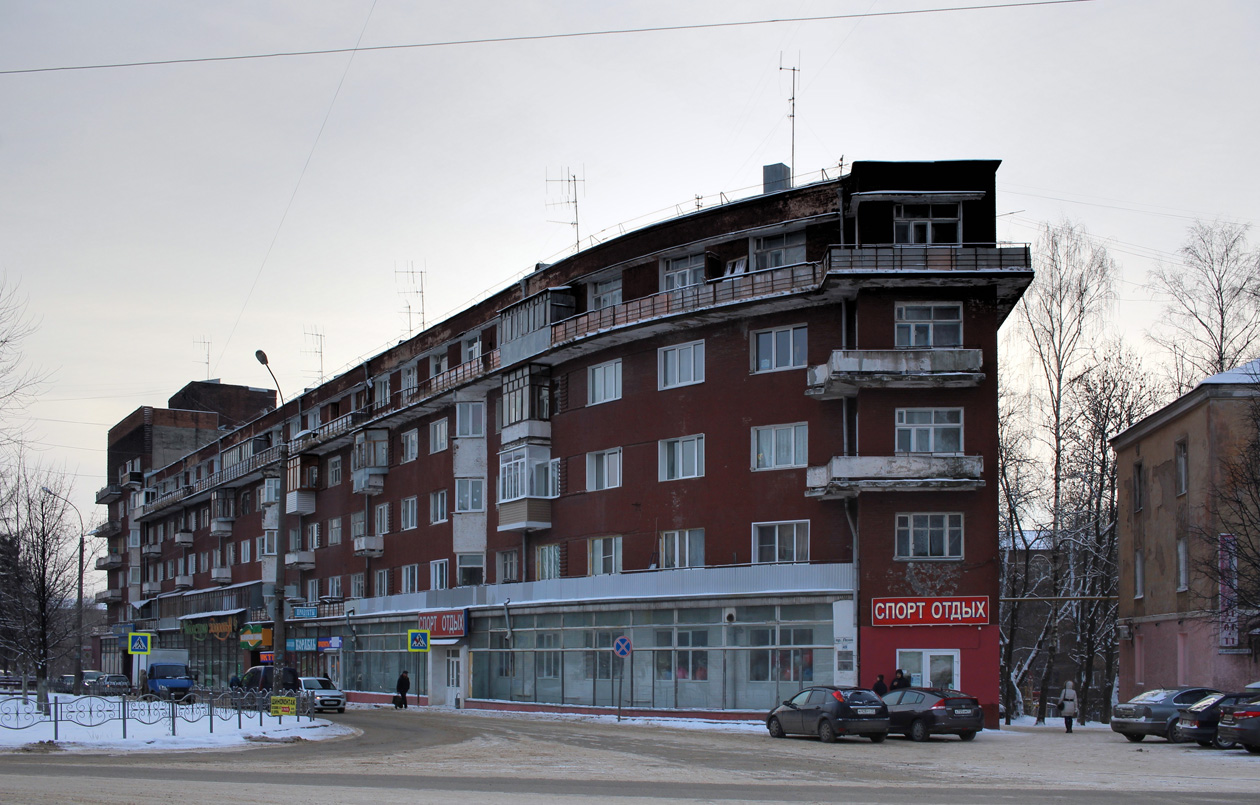
«Дом-корабль»
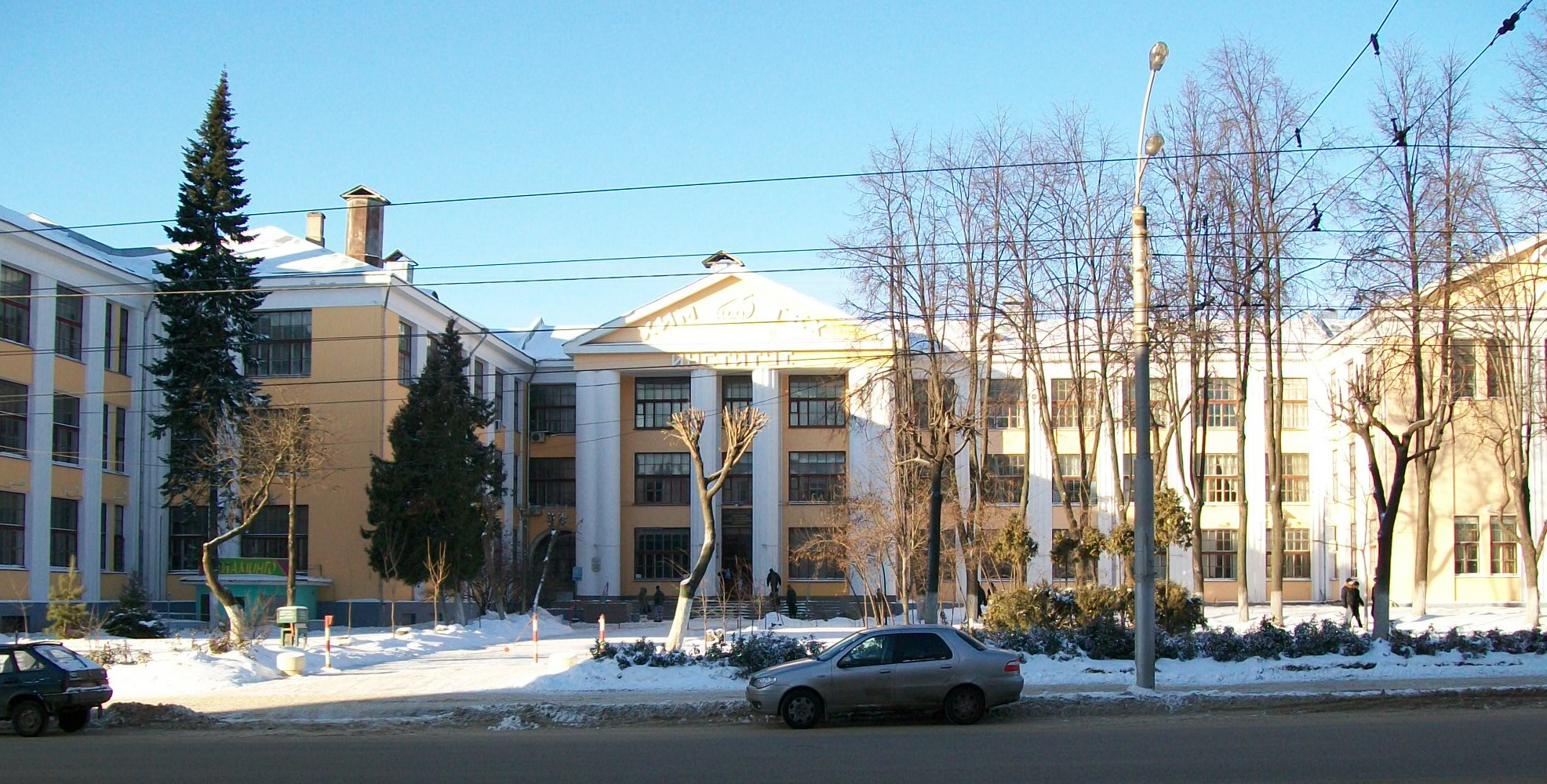
Корпус Иваново-Вознесенского политехнического института (ныне ИГХТУ)

### Исторические памятники
В городе существует большое количество историко-революционных памятников: памятник борцам революции 1905 года на площади Революции, мемориальный комплекс «Красная Талка» на реке Талке, кладбище старых большевиков, памятники революционерам-коммунистам.
В 2012 году по инициативе РПЦ на Площади 40-летия Победы, несмотря на протесты жителей, был снесён памятник в честь победы Советского Союза в Великой Отечественной войне. На месте мемориала в том же году открыли скульптуру святого Георгия.
До 2010 года Иваново имел статус исторического поселения, однако приказом Министерства культуры РФ от 29 июля 2010 года № 418/339 город был этого статуса лишён.

### Парки и скверы
- Арт-сквер (сквер искусств). Открыт в 2010 году. На территории установлен памятник шансонье Аркадию Северному и скульптура таксы. Справа от сквера расположена Щудровская палатка.
- Троицкий сквер. Благоустроен в 2018 году[103]. Примыкает к Троицкой церкви.
- Сквер воинов-интернационалистов и ветеранов боевых действий. Благоустроен в 2020 году[104]. На территории сквера в феврале 2018 года установлена часовня с памятными досками с именами погибших воинов-интернационалистов, а также фасадные иконы, изготовленные палехскими мастерами[105]. В 2022 году установлен памятник ветеранам боевых действий работы Салавата Щербакова[106][107].
- Сквер «Московский». Расположен в одноименном микрорайоне. Самый большой (32 000 м2)[108][109] и самый дорогостоящий сквер города (строительство в 2019 году обошлось в 93 млн рублей[110], ремонт в 2022 году — в 13 млн рублей[111]).
- Введенский сквер. Благоустроен в 2022 году[112]. Находится напротив Введенского монастыря.
- Сквер у бывшего кинотеатра «Современник». Благоустроен в 2022 году[113]; площадь объекта — 3621 м2.

## Экономика
Иваново в отличие от своих соседей (Владимира, Ярославля, Костромы) развивался в первую очередь как промышленный центр, поэтому здесь существовало значительное число промышленных предприятий.
Город традиционно считается центром текстильной промышленности. На данный момент число текстильных предприятий несколько сократилось, но существует большое количество швейных предприятий. Начиная с тридцатых годов XX века в городе стали активно создаваться машиностроительные предприятия (КРАНЭКС, ИЗТС, Автокран, Ивэнергомаш). В настоящее время развиваются предприятия пищевой промышленности. В Иванове также существует небольшое количество химических предприятий. До начала 1990-х годов существовал научно-исследовательский институт союзного масштаба НИЭКМИ (научно-исследовательский экспериментально-конструкторский машиностроительный институт).
В настоящее время ускоренными темпами развивается торговля и сфера услуг. В городе существует большое количество торговых центров, разветвлённая сеть ресторанов быстрого питания и ночных клубов. Существуют предпосылки для развития туризма.
За последние годы свои представительства в Иванове открыли Согаз (единый административный центр, с 2017 года), Интер РАО (общий центр обслуживания предприятий группы, с 2019 года), Россети Центр и Приволжье (площадка контакт-центра, с 2019 года), создав в общей сложности 2,2 тысячи рабочих мест.
|                             |                                                                    |                          |
| Продукция завода «Автокран» | Фабрика бумажно-технических изделий (бывшая Фокинская мануфактура) | Гостиница «Вознесенская» |

### Туризм

Вид на гостиницы «Союз» и «Орион» c набережной реки Уводь

В 2022 году в историческом центре Иванова началось строительство первого в городе пятизвездочного отеля «Алхимик» на 21 номер с рестораном и мини-музеем с антиквариатом. Бутик-отель будет состоять из двух корпусов — особняка XIX века и нового трехэтажного здания. Достроить объект планируют к концу 2023 — началу 2024 года. Инвестор планирует вложить в проект 250 млн рублей.
| Категория                                                 | Название                       |
| --------------------------------------------------------- | ------------------------------ |
| 4 из 4 звёзд · 4 из 4 звёзд · 4 из 4 звёзд · 4 из 4 звёзд | Best Western Русский Манчестер |
| 4 из 4 звёзд · 4 из 4 звёзд · 4 из 4 звёзд · 4 из 4 звёзд | Шереметев Парк Отель           |
| 4 из 4 звёзд · 4 из 4 звёзд · 4 из 4 звёзд · 4 из 4 звёзд | Шеддок                         |
| 3 из 3 звёзд · 3 из 3 звёзд · 3 из 3 звёзд                | Турист                         |
| 3 из 3 звёзд · 3 из 3 звёзд · 3 из 3 звёзд                | Союз                           |

| Категория                                  | Название гостиницы |
| ------------------------------------------ | ------------------ |
| 3 из 3 звёзд · 3 из 3 звёзд · 3 из 3 звёзд | Ивановоотель       |
| 3 из 3 звёзд · 3 из 3 звёзд · 3 из 3 звёзд | Орион-inn          |
| 3 из 3 звёзд · 3 из 3 звёзд · 3 из 3 звёзд | Онегин             |
| 2 из 2 звёзд · 2 из 2 звёзд                | Вознесенская       |
|                                            | Иваново            |
|                                            |                    |

## Транспорт

### Автодороги
Через Иваново проходят российские автодороги федерального значения Р132 «Золотое кольцо», региональные автодороги 24К-090, 24Р-093 и 24К-260.
Иваново остается одним из немногих городов, в котором нет полноценной объездной дороги. Восточный обход Иванова был начат в 2008 году, в строительство развязки у деревни Бурмакино на шуйской трассе был вложен почти 1 млрд рублей, в настоящее время проект заморожен. Лишь в конце 2020 года появился Западный обход, соединяющей аэропорт с улицей Станкостроителей. Участок протяженностью 2,8 км построен в рамках национального проекта «Безопасные и качественные автомобильные дороги», расчетная интенсивность движения составляет 10 тысяч автомобилей в сутки. Реализация проекта обошлась в 708 млн рублей. Данная дорога позволила убрать с улиц города транзитный трафик с Ярославского и Владимирского направлений и связала федеральную трассу Р132 «Золотое кольцо» с существующим участком Западного обхода.
В конце 2021 года по нацпроекту «Безопасные качественные дороги» начато строительство первого в городе двухполосного путепровода на автодороге Иваново — Родники общей протяженностью 1,3 км, проходящего над железной дорогой (интенсивность движения более 50 составов в сутки). Интенсивность движения транспорта в этом месте достигает 14 тысяч автомобилей в сутки, что сопоставимо с загруженностью федеральных трасс.

### Общественный транспорт

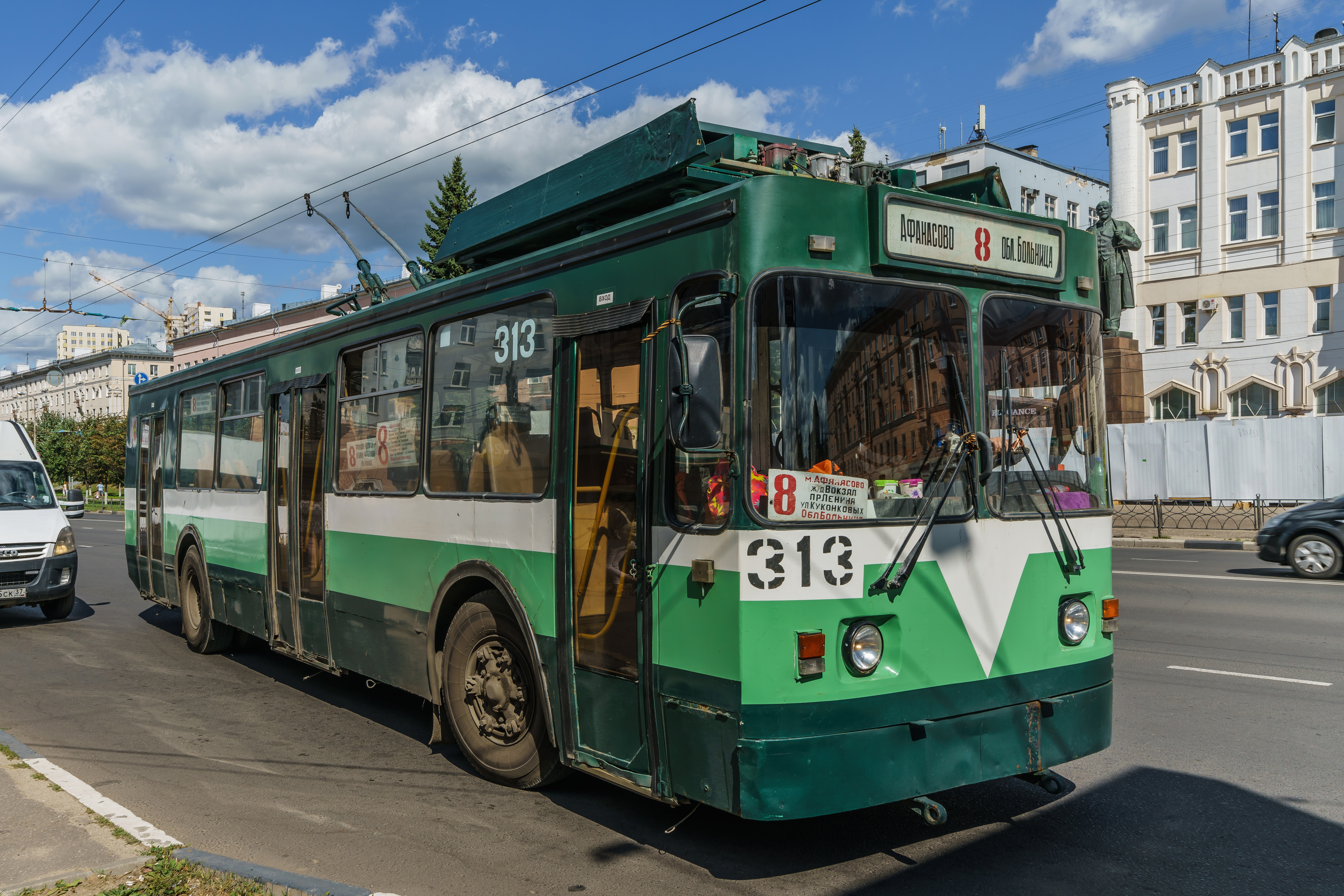
Ивановский троллейбус

Общественный транспорт в городе представлен преимущественно маршрутными такси, на которых используются машины малой и средней вместимости. Как таковых государственных и муниципальных городских автобусных маршрутов в городе нет. Кроме этого в городе существует сеть троллейбусных маршрутов. Троллейбусное сообщение открыто 5 ноября 1962 года. Первая линия проходила от площади Багаева (ныне Площадь Победы) до завода ГЗИП. На данный момент в городе действуют 11 троллейбусных линий. Трамвайное сообщение было пущено 6 ноября 1934 года и существовало до 1 июня 2008 года. За весь срок эксплуатации в городе существовало 6 трамвайных линий. К 2011 году, по словам бывшего мэра Иванова Александра Фомина, «за последние 20 лет количество автотранспорта в городе увеличилось более, чем в 10 раз, а интенсивность движения в 5-7 раз выше, чем та, на которую они были рассчитаны». С 2020 года началось обновление троллейбусного парка, прежде всего за счёт машин «Адмирал».

### Железнодорожный транспорт

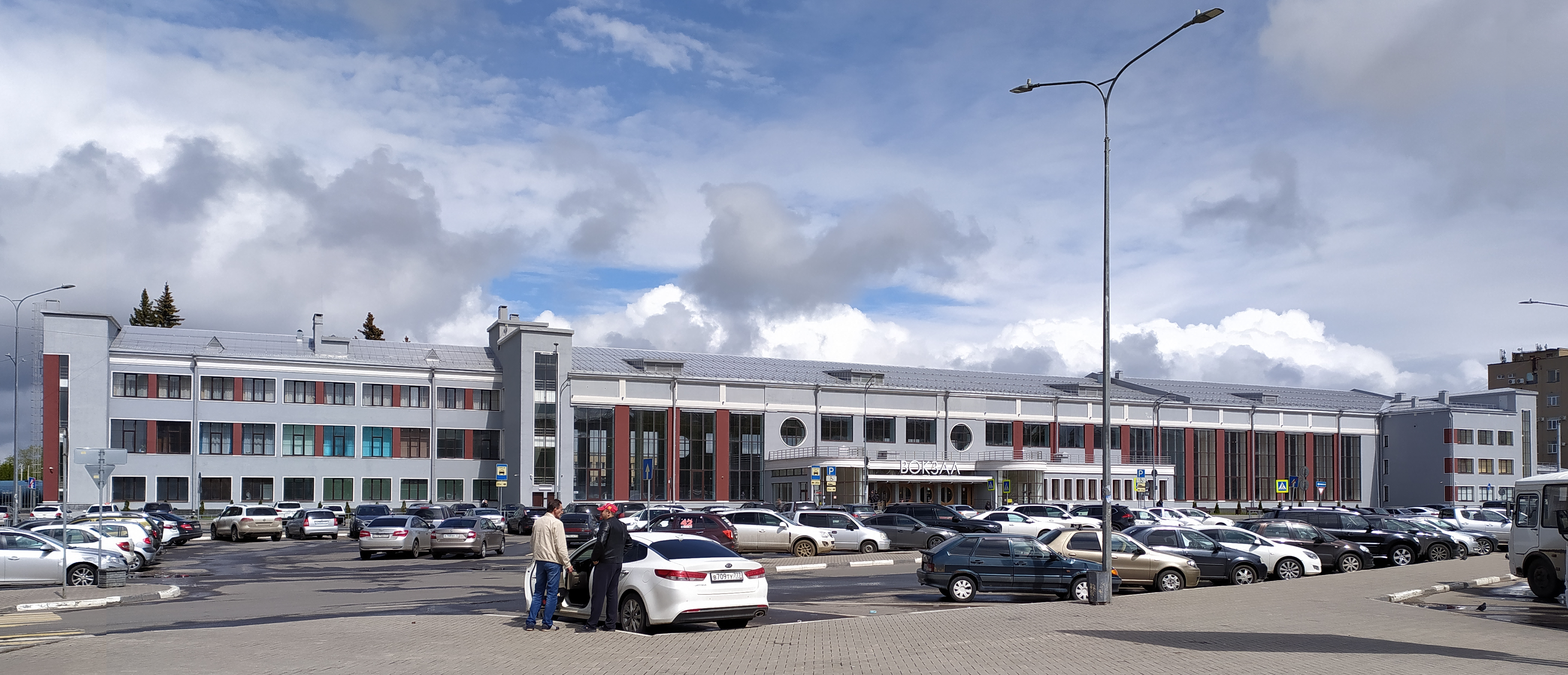
Железнодорожный вокзал

В северной части города находится станция Иваново Северной железной дороги, являющаяся крупным железнодорожным узлом. Шуйско-Ивановская железная дорога была построена в 1867—1868 годах. В 1894 году построен новый железнодорожный вокзал. К началу 1930-х годов его пропускной способности перестало хватать и в 1929—1933 годах рядом с ним был построен третий по счёту, более вместительный вокзал, по сей день являющийся самым крупным памятником архитектуры модернизма в России.
Сообщение с Москвой представлено двумя ежедневными ночными поездами в период высокого пассажиропотока и одним (двугруппный Кинешма — Иваново — Москва) в периоды низкого пассажиропотока. Дневного прямого железнодорожного сообщения с Москвой не было с начала 2011 года по март 2018 года. С 13 марта 2018 года дополнительно запущен скоростной комфортабельный электропоезд «Ласточка» с отправлением из Иванова 4 раза в сутки.
Из Иванова до Московского вокзала Петербурга курсирует ночной фирменный скорый поезд «Текстильный край».
Через станцию проходят поезда Иваново — Санкт-Петербург, Самара — Санкт-Петербург, Уфа — Санкт-Петербург, Кинешма — Москва, «Ласточки» Иваново — Москва и Иваново — Нижний Новогород (с 1 июня 2023 года, время в пути 3 часа 10 минут) а также летние поезда Кострома — Иваново — Анапа, Кострома — Адлер и Мурманск — Симферополь (с 27 апреля 2020 года).
Пригородные поезда отправляются из Иванова в Ярославль, Кинешму, Ковров, Александров и Юрьев-Польский. В черте города находятся также станции: Иваново-Сортировочное, Текстильный, Горино.
Северо-западные районы города пересекает самая длинная в России электрифицированная узкоколейная железная дорога, обслуживающая Ивановский силикатный завод.
С 30 июля 2020 года между двумя крупнейшими городами Ивановской области Ивановом и Кинешмой начали курсировать скоростные пригородные поезда — новые рельсовые автобусы РА-3 «Орлан». С мая 2021 года «Орланы» стали начали курсировать по маршрутам Иваново — Фурманов, Иваново — Шуя, Иваново — Тейково и Иваново — Гаврилов Посад. По состоянию на апрель 2023 года, «Орланы» перевезли два миллиона пассажиров. Всего по новой сети ежедневно курсируют 44 поезда, часть из которых синхронизирована с «Ласточкой» Москва — Иваново.

### Междугородное автобусное сообщение
Ивановский автовокзал был реконструирован в период 2013—2015 гг. Объём инвестиций составил около 130 млн рублей. Обновленный автовокзал имеет 12 посадочных площадок и может обслуживать до девяти тысяч человек в сутки. Автовокзал находится на противоположном от железнодорожного вокзала конце города, на пересечении Лежневской улицы и улицы Станкостроителей. С его помощью организовано регулярное автобусное сообщение с различными городами, преимущественно центральной части России. Также имеются две автостанции: на Вокзальной площади возле железнодорожного вокзала и в торговом комплексе «Рио».

### Воздушный транспорт

Аэропорт Иваново (Южный)

Воздушное сообщение осуществляется с помощью трёх аэродромов:
- Южный — гражданский аэропорт,
- Северный — аэродром военно-транспортной авиации и ДРЛО[132],
- Ясюниха — спортивный аэродром ДОСААФ России.

### Велосипедные дорожки
С 2018 года в городе началось построение общегородской системы велодвижения. По состоянию на 2022 год, в областном центре было обустроено более 5 велодорожек общей протяженностью около 9 км. В 2023 году на набережной реки Уводь появилась велодорожка от Самойловского моста до моста Энергетиков протяженностью 1300 метров.

## Жилищно-коммунальное хозяйство

### Водоснабжение
Обеспечение населения, предприятий и организаций города питьевой водой осуществляется от двух источников:
- поверхностный — река Уводь;
- подземный — артезианские скважины Сидоровского месторождения Ивановского района, местечек Лесное и Горино города Иваново.

Для поддержания уровня воды в Уводи работают гидротехнические сооружения в комплексе:
- Уводьское водохранилище объемом 83 млн. м³ с плотиной у села Худынино;
- Канал Волга — Уводь протяженностью 77 км с расходом 596 м³/сек;
- водопроводно-насосная станция на Волге;
- плотина Уводьского водохранилища.

В водный бассейн г. Иваново входят четыре плотины, не состоящие на балансе АО «Водоканал».
Водоподготовка питьевой воды из открытого источника (Уводи) производится на очистных сооружениях ОНВС-1 местечка Авдотьино, пущенных в эксплуатацию в 1925 году. Водоподготовка питьевой воды из закрытого подземного водоисточника осуществляется на Горинской ОНВС-2.
Состав цеха ОНВС-2:
- 12 артезианских скважин водозабора Сидоровского месторождения в Строкине, также источниками являются скважины в местечках Горино и Лесное;
- водостанция в местечке Горино;
- повысительная насосная станция на микрорайон ТЭЦ-3.

Подача питьевой воды потребителям осуществляется через водоводы, магистральные и разводящие сети. Общая протяженность водопроводной сети
составляет 1073,7 км. Централизованная система водоснабжения города охватывает всю территорию городского округа. Из источника ОНВС-2 осуществляется подача воды в южные и юго-восточные районы города, в остальные районы — из источника ОНВС-1. ОНВС-1 обеспечивает водоснабжение подавляющего большинства потребителей города. Подача горячей воды осуществляется от котельных, от ТЭЦ-2 и ТЭЦ-3. Обеззараживание воды осуществляется 0,7 % раствором гипохлорита натрия.
Заметно ухудшается качество питьевой воды из-за износа оборудования, антропогенных и техногенных загрязнений объектов водоснабжения. В последние годы в результате снижения сброса сточных вод от промышленных предприятий санитарное состояние большей части открытых водоёмов несколько стабилизировалось, хотя в основном продолжает оставаться неудовлетворительным. Это создает эпидемиологическое неблагополучие на территории города по острым кишечным инфекциям. Сложившаяся на водоёмах санитарная обстановка обусловлена дисбалансом водопотребления и водоотведения (развитие сетей канализации существенно отстает от развития водопроводных сетей), отсутствием локальных очистных сооружений, недостаточно эффективной работой городских очистных сооружений. В пробах воды фиксируется бактериальное загрязнение. Пробы имеют и неудовлетворительные санитарно-вирусологические показатели. По микробиологическим показателям поверхностные водоёмы в черте города непригодны для хозяйственно-питьевого и культурно-бытового водопользования.
Заметен износ оборудования водопроводных сетей. Выходят из строя артезианские скважины водозабора в Строкине, пущенные в эксплуатацию
в 1986 году. Несовершенна имеющаяся система очистки воды в Авдотьине. В настоящее время общий износ имеющихся зданий и сооружений, механизмов и оборудования и прочих основных средств составляет более 60 %.
Летом 2021 года началась реконструкция станции водоподготовки (ОНВС-1), одновременно в районе плотины Уводьского водохранилища начал строиться новый водовод протяженностью около 5 км, который позволит существенно улучшить качество питьевой воды более чем для половины жителей города.

### Водоотведение
В систему внешнего водоотведения города Иваново входят:
- очистные сооружения канализации близ деревни Богданиха;
- главные насосные станции (ГНС-1 и ГНС-2) на ул. Смирнова;
- перекачивающие канализационные насосные станции (46 штук)

Одиночное протяжение уличной канализационной сети составляет около 792,5 км.
Очистные сооружения канализации близ Богданихи были введены в эксплуатацию в 1978 году с недоделками и отклонениями
от проекта. Очистные сооружения канализации изношены, ряд элементов технологической схемы очистки требует замены или реконструкции. Неудовлетворительная работа морально устаревшего оборудования существующих очистных сооружений приводит к принятию срочных мер по замене на новое и реконструкцию существующих очистных. В настоящее время ведётся реконструкция сооружений близ Богданихи.
Техническое состояние инженерных сетей и сооружений водоотведения характеризуется высоким уровнем износа — 83 %, ежегодно возрастающей аварийностью и низким КПД мощностей. Со 100 % износом эксплуатируются 33,4 км главных коллекторов, что составляет 95,3 % от общего количества этого вида коллекторов.
В 2012—2022 годах велась реконструкция очистных сооружений.

### Теплоснабжение
По состоянию на 2015 год в городе имелось три ТЭЦ. С 2015 года одна ТЭЦ была выведена из эксплуатации и закрыта эксплуатирующей организацией ПАО «Т Плюс». Централизованное теплоснабжение города осуществляется от Ивановской ТЭЦ-2 и Ивановской ТЭЦ-3. В 80-е годы XX века на северо-западной окраине города, в районе «Ленинский путь» было начато строительство ТЭЦ-4. Однако, оно не было завершено.
В 2023 году ПАО «Т Плюс» приступило к строительству современной водогрейной котельной на 8 водогрейных котлов суммарной тепловой мощностью 400 Гкал/ч для замены устаревшего оборудования ТЭЦ-2.

### Переработка жидких бытовых отходов
В городе многие годы остро стоит проблема нехватки станций приема жидких бытовых отходов. По нормативам, должно быть 6 станций слива ЖБО, но существует только одна, открытая в 2018 году. В результате, ассенизаторы вынуждены сливать отходы в неположенных местах, в том числе в канализационные колодцы и в реку Уводь. Сроки постройки станций по приему ЖБО постоянно сдвигаются. По состоянию на середину 2023 года, вторую станцию по приему ЖБО планируется построить не ранее конца 2024 года. В 2018 году стоимость строительства одной станции составляла порядка 30 млн рублей.

## Телекоммуникации
Мобильная связь в регионе предоставляется операторами Tele2, МТС, Билайн, Мегафон и Yota, оказывающих услуги на базе сетей 4-го поколения (4G).

## Образование

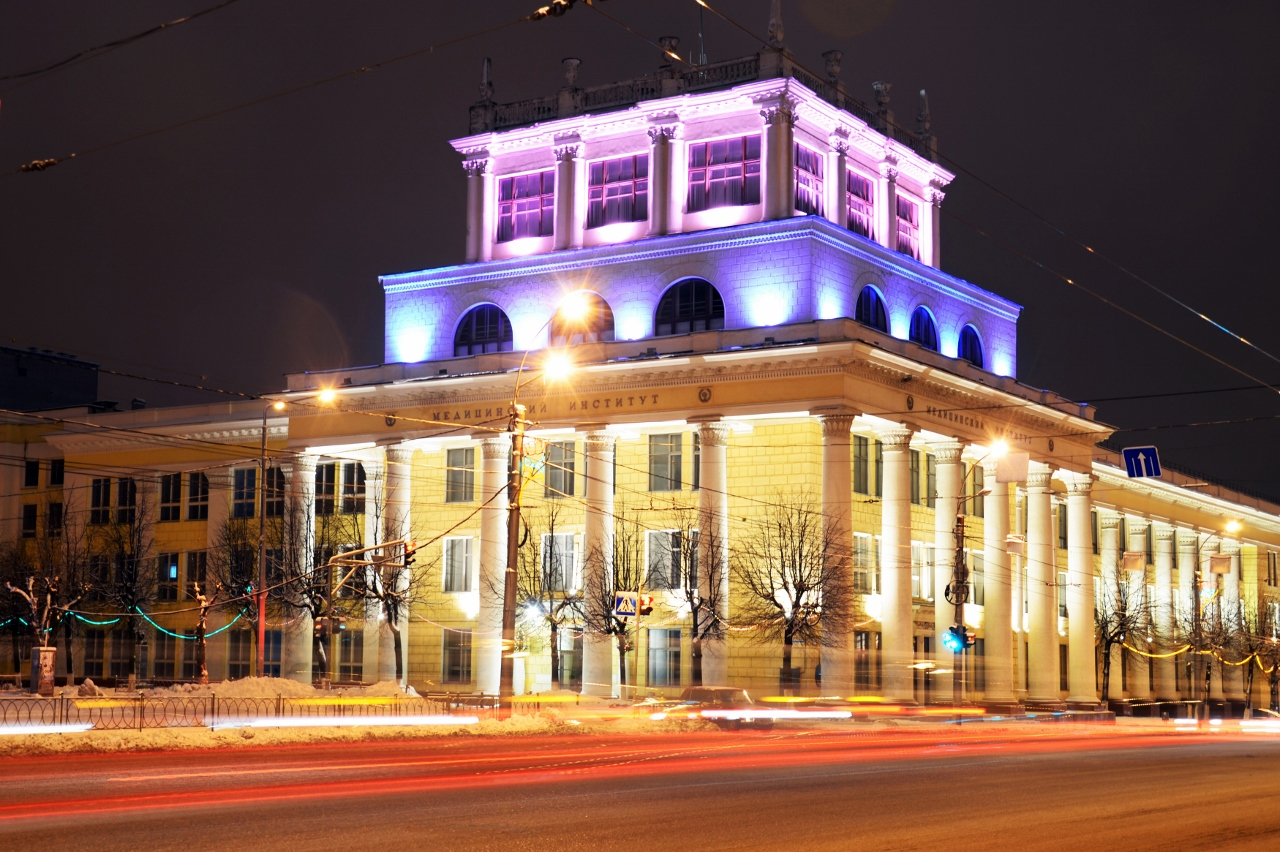
Ивановская государственная медицинская академия

Первое мужское реальное училище появилось в Иваново-Вознесенске в 1873 году, первая женская прогимназия (ныне школа № 30) в 1878 году. Первые вузы (Иваново-Вознесенский политехнический институт и Иваново-Вознесенский педагогический институт) были открыты в 1918 году.
В Иванове находятся девять вузов, семь филиалов вузов, 24 средних специальных учебных заведений, десять колледжей, три техникума и десять училищ. В общей сложности 63 учебных заведения, не считая школ и гимназий.

## Здравоохранение
В Иванове находятся 2 федеральных государственных учреждения, 6 областных государственных учреждений, 18 муниципальных учреждений. Одной из самых значимых проблем здравоохранения города является дефицит врачебных кадров в лечебных учреждениях.

## Культура

### Учреждения культуры
В Иванове расположены три театра (драматический, музыкальный, театр кукол), три кинотеатра, а также несколько музеев (историко-краеведческий, Музей промышленности и искусства, Музей ивановского ситца, Ивановский областной художественный музей, Музей первого Совета, Музей советского автопрома, Музей камня).
В городе также находятся Ивановский государственный цирк им. В. А. Волжанского, Ивановская государственная филармония, музыкальное училище и зоопарк.

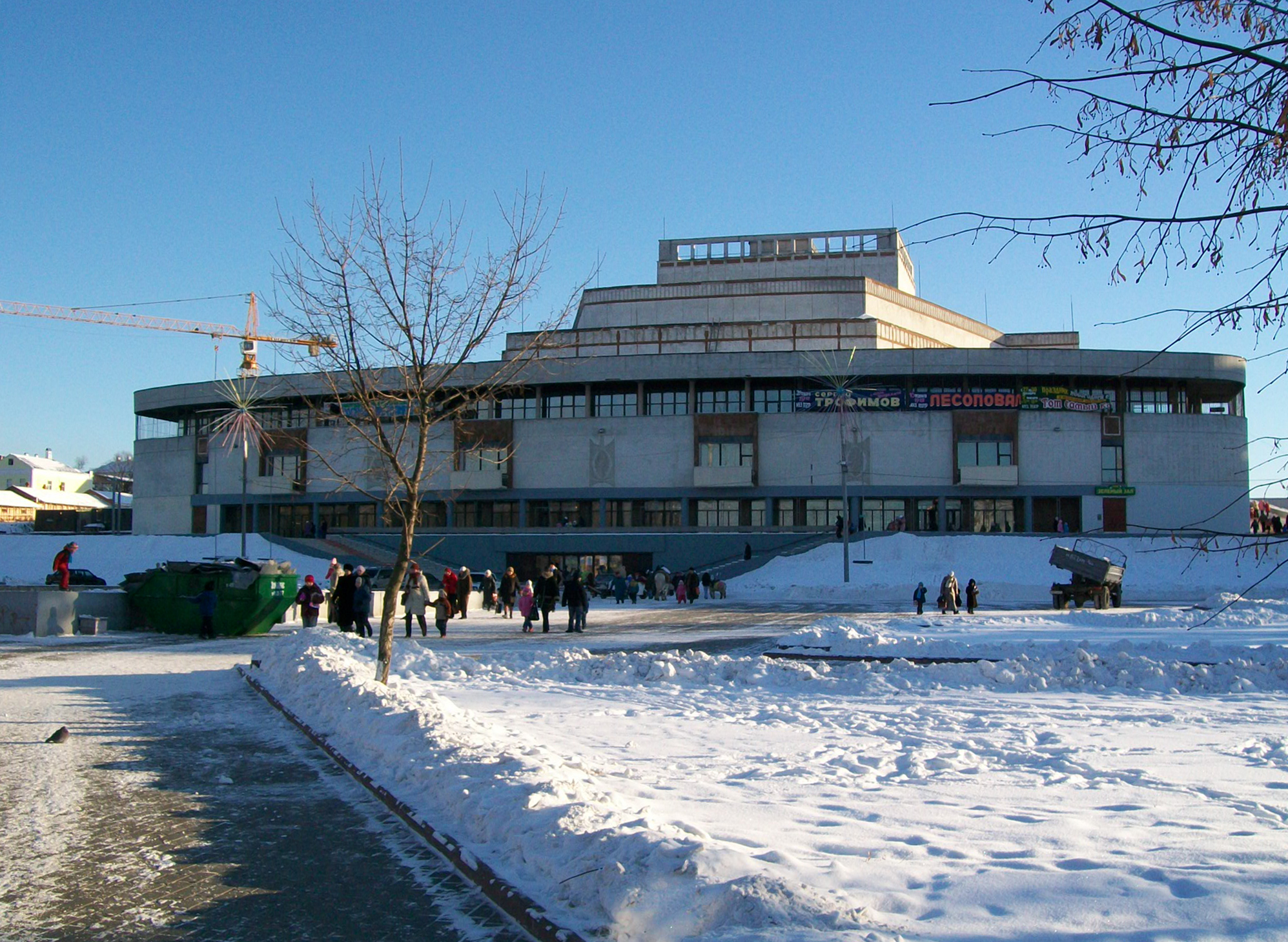
Ивановский государственный театральный комплекс
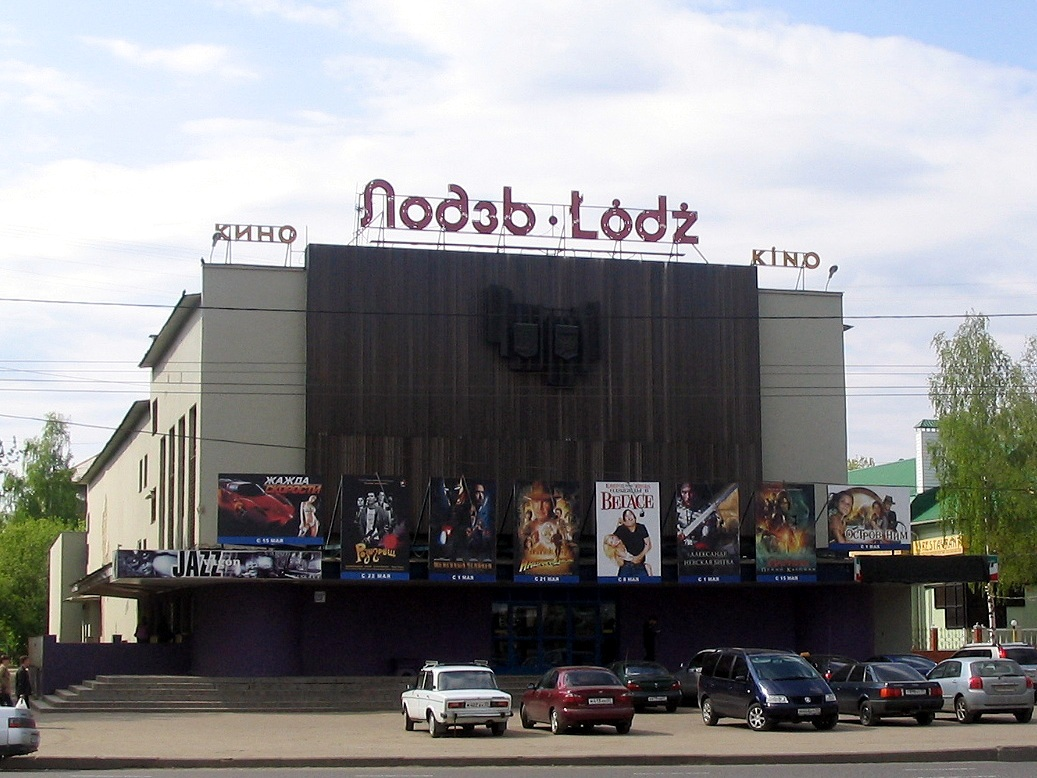
Кинотеатр «Лодзь»
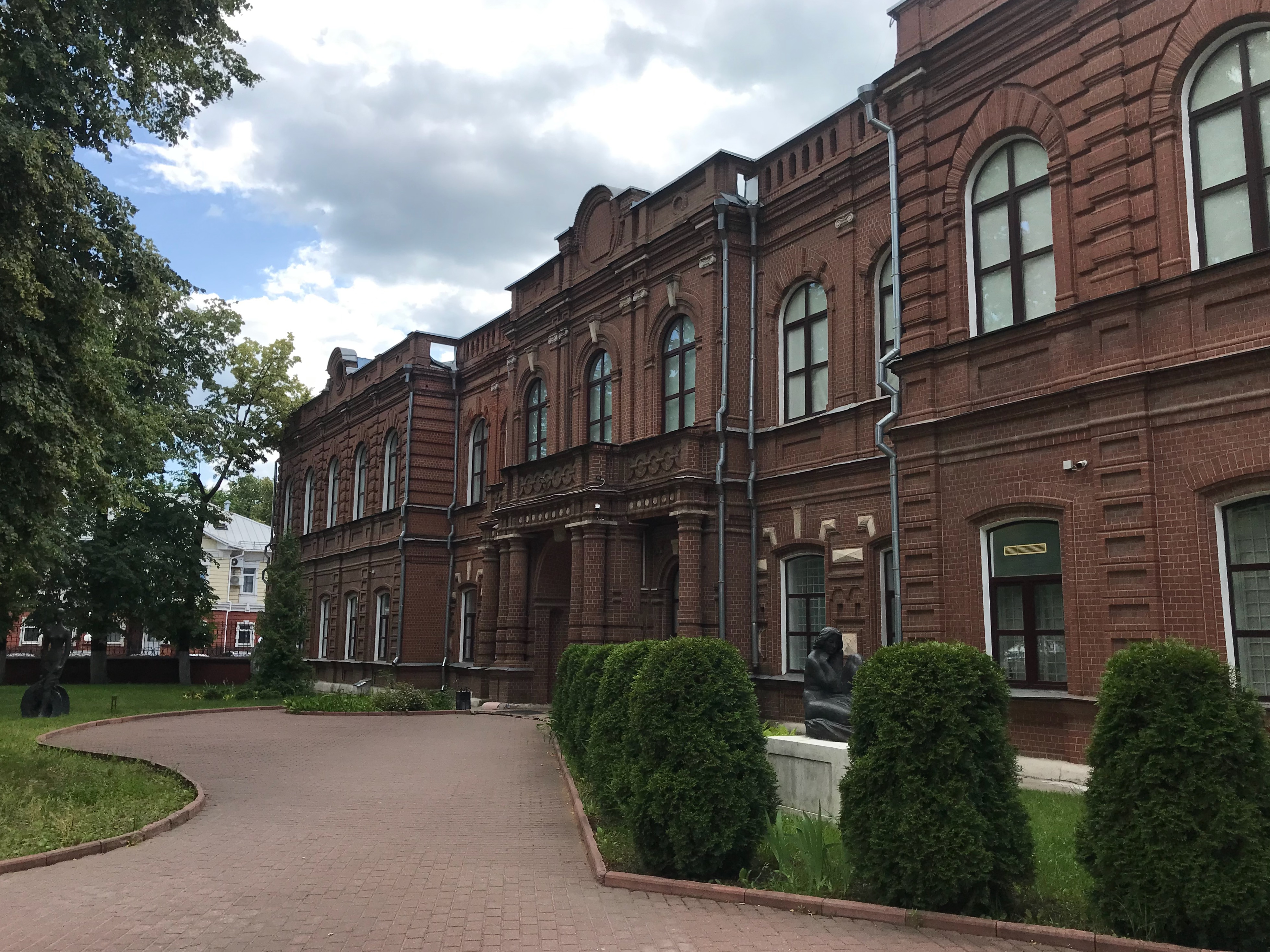
Ивановский областной художественный музей
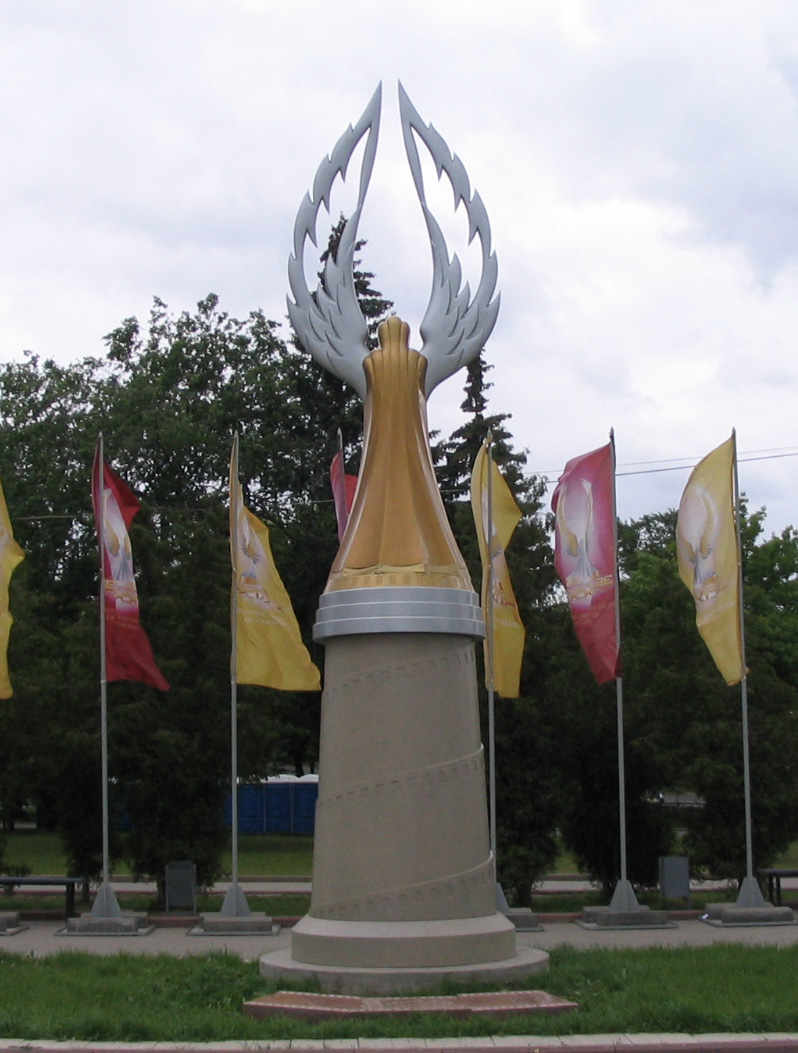
Памятная стела, посвящённая Международному кинофестивалю «Зеркало» имени Андрея Тарковского

### Культурно-развлекательные мероприятия
- Международный кинофестиваль «Зеркало» имени Андрея Тарковского — кинофестиваль, проводящийся с 2007 года ежегодно в конце мая. Это уникальный кинофестиваль проводится в несколько этапов. Торжественное открытие проводится на площади у театрального комплекса, вместе с «красной дорожкой» на которой можно увидеть многих отечественных кинозвезд. Дале в следующие дни одновременно идет показ фильмов во всех городских кинотеатрах по фестивальным кинопрограммам. Далее жюри и приглашённые кинозвезды, знаменитые кинорежиссёры отплывают по Волге в г. Юрьевец, в музей Андрея Тарковского. Подведение итогов кинофестиваля проводится в г. Иванове.
- Фестиваль современного искусства «Первая фабрика авангарда». Проводится ежегодно с 2018 года[151]. На «Первой фабрике авангарда» представлены направления современного искусства: арт-проекты, театр, литература, музыка, кино, хореография, фото и др. Фестиваль призван закрепить за городом Иваново статус авангардного города и центра притяжения самых интересных явлений культуры[152].
- Индустриальная «Велоночь». Архитектурный фестиваль на велосипедах для Иванова разработал Сергей Никитин-Римский — историк городов XX века, кандидат наук, доцент кафедры теории и истории культуры, основатель международного проекта «Велоночь/Velonotte»[153]. Проводится ежегодно с 2021 года во второй половине лета.
- Ежегодный общероссийский фестиваль детских кукольных театров «Муравейник» проводится на базе Театрального комплекса г. Иваново.
- Межрегиональный рок-фестиваль «Антифабрика», целью проведения которого является «альтернатива засилью на российской эстраде низкокачественного, фонограммного исполнения»[154] и популяризация рок-музыки среди молодёжи.
- Областной фестиваль-конкурс рок-музыки «Рок-Февраль». Проводится ежегодно c 1994 года. Старейший и крупнейший из ныне существующих фестивалей рок-музыки в Иванове. Имеет культурное значение для жизни региона. Мероприятие собирает участников ивановских фестивальных проектов «Рок-улыбка»[155], «Школьный рок»[156], «Медные трубы»[157]. Организация фестиваля имела во многом воспитательное значение — дать молодым людям возможность творчески развиваться, пропаганда здорового образа жизни. Проводится при поддержке комитета молодёжной политики, физической культуры и спорта Администрации города Иванова.
- Международный музыкальный фестиваль имени Аркадия Северного «Чёрная роза»
- Военно-патриотический праздник «Открытое небо» — ежегодный военно-патриотический праздник. Проводится в августе на аэродроме «Северный». Включает в себя демонстрацию военной техники, показательные выступления десантных войск, концерты известных российских рок-групп, различные конкурсы и аттракционы.
- День города — ежегодное празднование посвящённое дню получения статуса города. Дата празднования «плавающая» — в разные годы в разное время (в конце мая, в июне, августе).

### Иваново в произведениях искусства

#### Песни
| - Андрей Миронов — «Ну чем мы не пара» (1981) - Трио «Меридиан» — «Песня об Иванове» (1986) - Борис Гребенщиков — «Ткачиха» (2006) - НацПроект — «Ивановский блюз» - Дискотека Авария — «Малинки» - Серёга — «Иваново» - Дюна — «Город Иванов» (музыка: А. Барыкин, стихи: А. Славоросов) - Ивановский хор текстильщиков — «Песня об Иваново» (С. Охомуш — А. Крючковский) - «Каспийский груз» — «Город невест» | - «Москва-Иваново» — стихотворение Е. А. Евтушенко - «Как убили Отца» — рассказ Д. А. Фурманова - «Талка» — рассказ Д. А. Фурманова - Стихотворение Г. Серебрякова «Я — сын ивановских ткачей». - «Поединок» — х/ф, 1944 г, к/с Союздетфильм, реж. В. Легошин - «Одиноким предоставляется общежитие» — х/ф, 1983 г, к/с Мосфильм, реж. С. Самосонов |

### Тема «города невест» в культуре
Иваново, центр лёгкой промышленности, стали называть «городом невест», так как на его предприятиях по изготовлению и обработке тканей работало большое количество женщин.
Определённую роль в популяризации данного выражения сыграла песня Андрея Миронова «Ну чем мы не пара», прозвучавшая в фильме 1981 г. «Честный, умный, неженатый». У каждого из трёх её куплетов есть такой припев:

О любви всё твержу тебе заново,

Но, когда зря твердить надоест,

Так и знай: я уеду в Иваново,

А Иваново — город невест.

Эта песня (музыка — Е. Крылатов, слова — М. Пляцковский) открывает вышедший в конце 1982 г. миньон А. Миронова «Ну чем мы не пара».
Тема «города невест» в разной форме обыгрывается в одноимённых фильмах 1985 и 2008 годов.
- В кинофильме «Город невест» 1985 года режиссёра Л. Марягина действие происходит вокруг автоматизации текстильного комбината и отношений с его сотрудниками.
- В полнометражном телефильме 2008 года «Город невест» (рабочее название — «Однажды в Бабен-Бабене», режиссёр — Михаил Крупин) трое героев-мужчин попадают в провинциальный город, населённый исключительно женщинами.
- В скетчкоме «Наша Russia» (второй сезон) была сюжетная линия — ивановский суши-бар «Белая ива», официантка которого, Анастасия Кузнецова (Михаил Галустян) оказывала знаки внимания клиентам мужского пола (обыгрывалось прозвище «город невест», где женщин больше, чем мужчин).

## Средства массовой информации
В Иванове выходит большое количество печатных изданий, наиболее известные «Рабочий край», «Частник», «Ивановская газета», «Иваново-Пресс».
Вещание из Иванова осуществляет 21 радиостанция.
Ивановский областной радиотелевизионный передающий центр (филиал РТРС «Ивановский ОРТПЦ») снабжает цифровым эфирным и аналоговым эфирным теле- и радиосигналом территорию Ивановской области.
В сетке телевещания города присутствуют все федеральные каналы. Действуют местные телекомпании: Ивтелерадио, ТРК «Барс», ТРК «7x7».
На территории города, по состоянию на июль 2024 года, осуществляют радиовещание следующие станции:
- 87,9 — Love Radio
- 88,6 — Серебряный дождь
- 89,1 — Радио России / Ивановская ГТРК
- 89,9 — Радио Звезда / Радио Родники (Родники)
- 91,8 — Радио Родных Дорог
- 92,2 — Детское радио
- 98,1 — Comedy Radio
- 99,7 — Радио Вера
- 100,7 — Вести FM
- 101,2 — Радио ENERGY
- 101,6 — Ретро FM
- 102,0 — Радио Рекорд (Родники)
- 102,5 — Радио Ваня (Родники)
- 103,0 — Дорожное радио
- 103,6 — Радио Монте-Карло
- 104,2 — Радио Маяк
- 104,9 — Авторадио
- 105,4 — Новое радио
- 106,0 — Европа Плюс
- 106,3 — Радио России / Ивановская ГТРК (Родники)
- 106,7 — Иваново FM
- 107,1 — Радио Дача
- 107,7 — Русское радио

## Спорт
Город Иваново представлен в первенстве России по футболу футбольной командой «Текстильщик». Клуб был основан в 1937 году. В 1940 и в 1986 году был победителем Кубка РСФСР по футболу, неоднократно становился серебряным и бронзовым призёром Чемпионатов РСФСР по футболу. В 1992—1993 и 2007 годах выступал в первой лиге. С 2008 года выступает во второй лиге. После трёх сезонов в ФНЛ «Текстильщик» занял в сезоне 2021/2022 последнее 20-е место и вылетел в ПФЛ.
В баскетбольном чемпионате России среди клубов Премьер Лиги Иваново представляет женская баскетбольная команда «Энергия».
В волейболе профессиональная мужская команда появилась только в 2021 году. Ивановский «Текстильщик» в сезоне 2022/2023 выступал в Первой лиге. Сезон 2023/2024 команда проведет среди команд Высшей лиги «Б».
В городе базируется регби-клуб «Белые акулы», выступающий в Федеральной лиге. Домашний стадион — «Автокран» Ивановского автокранового завода.
В 2008 году открылся ледовый спортивно-развлекательный комплекс «Олимпия», который являлся крупнейшим в ЦФО и одним из самых больших в Европе сооружений подобного типа: в его состав входил ледовый каток, роллердром, мультиполе для занятий мини-футболом и волейболом, теннисный корт, скалодром, детская площадка и автодром. С 1 мая 2022 года спорткомплекс из-за возросшей конкуренции и необходимости дорогостоящего ремонта приостановил работу и был выставлен на продажу для последующей жилой застройки.
В городе действуют стадионы «Текстильщик», «Локомотив», «Спартак».
Один раз Иваново с рядом российских городов принимал чемпионат мира по хоккею с мячом.
В декабре 2020 года построен Дворец игровых видов спорта — крупнейший спортивный объект региона. Основной зал размером 48х36 метров вмещает до 2500 зрителей. В 2021 году у Дворца открыта спортивная площадка с памп-треком и скейт-парком.
Президент России Владимир Путин в ходе своего визита в Ивановскую область в марте 2020 года одобрил идею создания в областном центре Дворца водных видов спорта. 14 октября 2021 года правительство РФ по линии Минспорта выделило финансирование на возведение объекта: 650 млн рублей — в 2022 году, 901 млн рублей — в 2023 году. Во дворце водных видов спорта будут находиться 50-метровый олимпийский бассейн на 10 дорожек, 25-метровый бассейн на 6 дорожек и бассейн для обучения плаванию детей от 3 лет и трибуны для зрителей на 500 мест. Общая площадь объекта около 14 500 м2. Предполагается, что дворец станет площадкой для соревнований федерального и международного уровня. Ближайший аналогичный объект находится в Обнинске.
Закрывшийся в 2019 году кинотеатр «Искра» был выкуплен в 2022 году частным инвестором с целью переоборудования здания 1969 года постройки в тренировочный хоккейный центр. Открытие планируется весной 2024 года.
В январе 2023 года в ФОК «Газпром Арена Иваново» было открыто хоккейное отделение. В ноябре 2023 года спортшкола «Звезда» подписала соглашение с Федерацией хоккея России о подготовке национального хоккейного резерва страны по программе «Красная машина».
К концу 2024 года планируется завершить полную реконструкцию спорткомплекса «Спартак», где базируется школа олимпийского резерва № 8 и занимается более 600 детей. Здание площадью 2500 м2 было построено в 1978 году и ни разу не подвергалось капитальному ремонту. На работы выделено около 150 млн рублей.
Профессиональные спортивные клубы Иванова:
| Команда     | Вид спорта | Стадион (Арена)             | Тренер             |
| ----------- | ---------- | --------------------------- | ------------------ |
| Текстильщик | Футбол     | «Текстильщик»               | Игорь Колыванов    |
| Энергия     | Баскетбол  | Дворец игровых видов спорта | Евгений Снигирёв   |
| Шуяночка    | Волейбол   | Дворец игровых видов спорта | Алексей Скалабанов |
| Текстильщик | Волейбол   | Дворец игровых видов спорта | Алексей Сколобанов |

## Известные ивановцы

### Почётные граждане города Иваново
Первым личным почётным гражданином города Иваново-Вознесенска был князь Александр Прохорович Ширинский-Шихматов, что зафиксировано в журнале Иваново-Вознесенской городской Думы.
После Октябрьской революции до 1971 года звание не присуждалось, однако Решением Ивановского горисполкома Совета депутатов трудящихся № 169 от 5 июля 1971 в год 100-летия города было учреждено звание «Почётного гражданина города Иваново». За период с 1971 г. по 2002 г. этого звания были удостоены 40 человек. Но для восстановления исторической справедливости было решено воскресить имена людей, немало сделавших для города с момента его образования и заслуживших звание личного «Почётного гражданина» города Иваново-Вознесенска.
- Михаил Фрунзе — председатель Иваново-Вознесенского губкома РКП(б) в 1918 году, губисполкома, губсовнархоза и военный комиссар Иваново-Вознесенской губернии.
- Андрей Тарковский — прославленный советский кинорежиссёр и сценарист. Народный артист РСФСР.
- Александр Василевский — маршал Советского Союза, начальник Генштаба, министр Вооружённых сил СССР.

## Города-побратимы

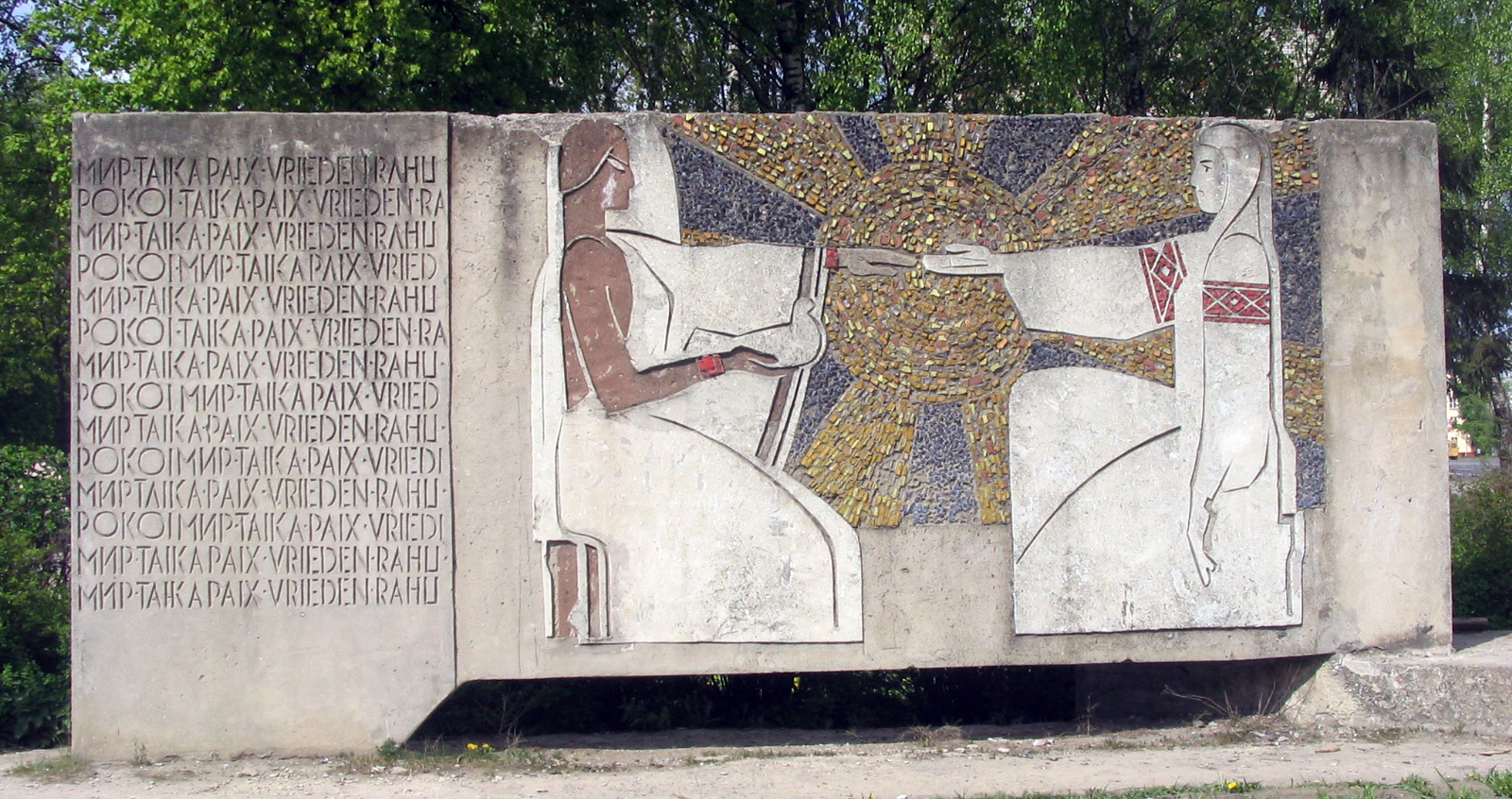
Памятник дружбе народов рядом с кинотеатром «Лодзь»

Несколько городов имеют статус побратима города Иванова. В советское время наиболее тесные связи имело Иваново с польским городом Лодзью. В Иванове существует кинотеатр «Лодзь», а в центре Лодзи до начала 1990-х годов существовал кинотеатр «Иваново».
- Ганновер
- графство Стаффордшир
- Младеновац
- Кралево

В 2016 году Хмельницкий (Украина) прекратил сотрудничество с Ивановом из-за ухудшающихся российско-украинских отношений, а в 2022 году Лодзь (Польша) прекратил сотрудничество с Ивановом из-за вторжения России на Украину

## Галерея

Бывшая Фокинская мануфактура и театральный комплекс
Кинотеатр "Современник" на 580 мест. Законсервирован в 2010 году
Памятник М.В. Фрунзе
Астрономическая башня 32-й гимназии. Памятник советского конструктивизма
Здание Ивановского энергетического колледжа
Площадь Революции
Спускаемый аппарат пилотируемого корабля Союз ТМ-24, установленный в микрорайоне «Звездный»

## Нумизматика и филателия
Банк России в 2021 году начал выпуск серии монет «Города трудовой доблести», посвященную городам трудовой доблести, в которую вошло и Иваново. В 2023 году была выпущена почтовая марка из серии «Города трудовой доблести».

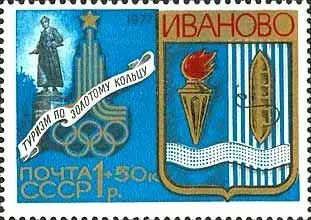
Туризм по Золотому кольцу. Иваново. 1977.
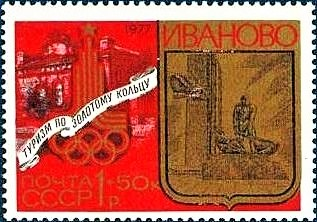
Туризм по Золотому кольцу. Иваново. 1977.
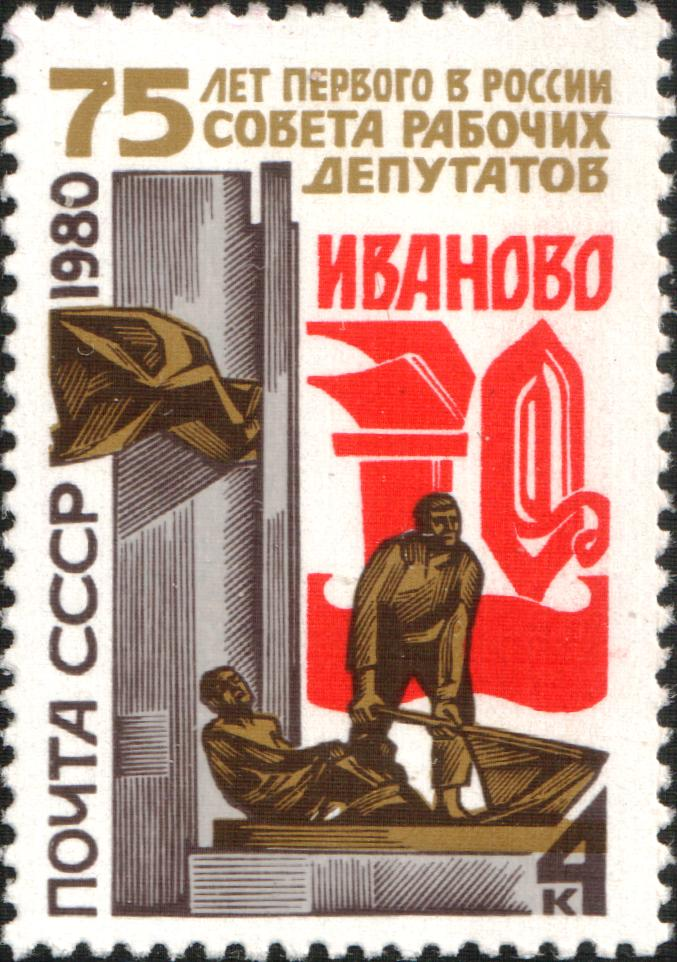
Памятник борцaм революции. 1980 год.
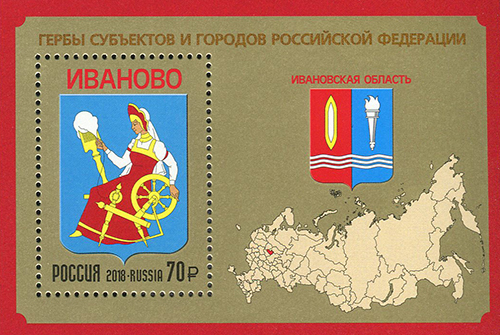
Гербы субъектов и городов Российской Федерации. Иваново. 2018.
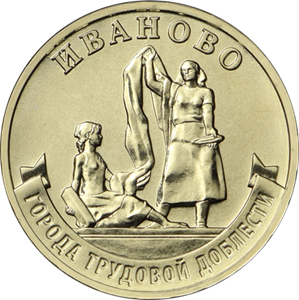
Монета Банка России, посвященная Иванову
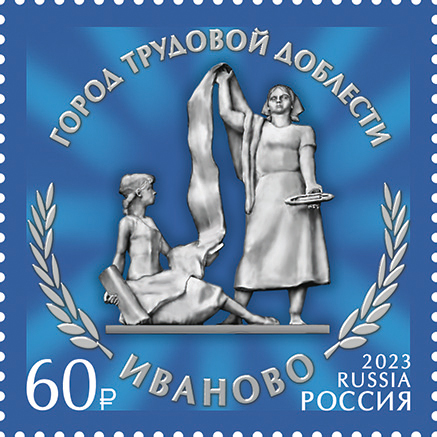
Почтовая марка, 2023 год